# Tofu (seriál)
Tofu je britský dokumentární televizní seriál, který v roce 2015 uvedl soukromý televizní kanál Channel 4 a to pouze ve svém internetovém vysílání. Byla odvysílána jedna řada o osmi dílech. Seriál vznikl společně s hranými seriály Cucumber a Banana. Podle teorie hlavního hrdiny seriálu Cucumber symbolizuje tofu nejnižší hodnotu na škále erekce po okurce a banánu.

## Charakteristika
Novinář Benjamin Cook hostí běžné lidi a diskutuje s nimi velmi otevřeně o jejich názorech na sex.

## Přehled dílů
| Č. v seriálu | Původní název     | Premiéra ve VB  |
| ------------ | ----------------- | --------------- |
| 1            | Good Sex, Bad Sex | 22. ledna 2015  |
| 2            | Sex Talk          | 29. ledna 2015  |
| 3            | Not Having Sex    | 5. února 2015   |
| 4            | Coming Out        | 12. února 2015  |
| 5            | Teenage Lust      | 19. února 2015  |
| 6            | Queer as F**k     | 26. února 2015  |
| 7            | Instasex          | 5. března 2015  |
| 8            | Filthy, Dirty Sex | 12. března 2015 |